# Annopol (gemeente)
De gemeente Annopol is een stad- en landgemeente in het Poolse woiwodschap Lublin, in powiat Kraśnicki.
De zetel van de gemeente is in de stad Annopol.
Op 30 juni 2004 telde de gemeente 9425 inwoners.

## Oppervlakte gegevens
In 2002 bedroeg de totale oppervlakte van gemeente Annopol 151,07 km², waarvan:
- agrarisch gebied: 71%
- bossen: 19%

De gemeente beslaat 15,03% van de totale oppervlakte van de powiat.

## Demografie
Stand op 30 juni 2004:
| Omschrijving                   | Totaal | Totaal | Vrouwen | Vrouwen | Mannen | Mannen |
| ------------------------------ | ------ | ------ | ------- | ------- | ------ | ------ |
| eenheid                        | aantal | %      | aantal  | %       | aantal | %      |
| inwoners                       | 9425   | 100    | 4762    | 50,5    | 4663   | 49,5   |
| bevolkingsdichtheid (inw./km²) | 62,4   | 62,4   | 31,5    | 31,5    | 30,9   | 30,9   |

In 2002 bedroeg het gemiddelde inkomen per inwoner 1324,97 zł.

## Plaatsen
Annopol-Rachów, Anielin, Baraki, Bliskowice, Bliskowice-Niedbałki, Borów, Dąbrowa, Grabówka, Grabówka-Kolonia, Grabówka Ukazowa, Grabówka Ukazowa-Hamówka, Jakubowice, Huta, Janiszów, Kopiec, Kosin, Natalin, Nowy Rachów, Opoczka Mała, Opoka Duża, Opoka-Kolonia, Opoka-Kolonia Józefin, Opoka-Kolonia Michalin, Popów, Stary Rachów, Świeciechów Duży, Świeciechów Poduchowny, Świeciechów Poduchowny-Lasek, Świeciechów Poduchowny-Zychówki, Sucha Wólka, Wymysłów, Zabełcze, Zastocze, Zofipole.

## Aangrenzende gemeenten
Dzierzkowice, Gościeradów, Józefów nad Wisłą, Ożarów, Radomyśl nad Sanem, Tarłów, Zawichost